# Oblong Lake
Oblong Lake är en sjö i Antarktis. Den ligger i Östantarktis. Australien gör anspråk på området. Oblong Lake ligger 82 meter över havet.